# Provincia de Gazni
Gazni (en persa: غزنى Ġaznī) es una de las 34 provincias de Afganistán. Está ubicado en el este del país, con capital en la ciudad homónima. Su superficie es de 22.914 km² y su población de 1.126.964 habitantes (2007). 
La provincia se conecta con la importante ruta que une Kabul y Kandahar, y ha funcionado históricamente como un importante centro comercial entre estas dos grandes ciudades.

## Historia
Gazni fue un gran centro budista antes y durante el siglo VII. En el 683, las fuerzas árabes convirtieron al islam el área e intentaron conquistar la capital de Gazni pero las tribus locales se resistieron ferozmente. Esta resistencia hizo famoso a Yaqub Saffari de Zaranj, que fue un ejemplo de Gazni cuando extendió la vasta región conquistada en el nombre del islam. La ciudad fue destruida completamente por los Safaridas en el 869. 
Después de la reconstrucción de la ciudad por el hermano de Yaqub, se convirtió en la deslumbrante capital del Imperio gaznávida desde 994 a 1160, abarcando todo el norte de India, Persia y Asia Central. Mucha de las campañas iconoclastas fueron iniciadas desde Gazni a India. Los gaznávidas llevaron el islam a la India y retornaron con fabulosas riquezas llevadas desde un templo príncipe-dios. Visitantes contemporáneos y residentes en Gazni escribieron con maravilla a los edificios recargados, las grandes librerías, las suntuosidades de las cortes ceremoniales y de la cantidad de objetos preciosos propiamente de los ciudadanos de Gazni.
La capital fue arrasada en 1151 por el gurida Ala ud-din. Floreció de nuevo pero solamente permaneció devastado en este tiempo, en 1221 por Gengis Kan y los mongoles. 
Gazni es famosa también por sus minaretes, construidos en un plan estelar. Estos datan de la mitad del siglo XII y son el elemento sobreviviente de la mezquita de Bahramshah. Sus lados son decorados con modelos geométricos. Las secciones altas de los minaretes han sido dañados o destruidos. 
El mausoleo más importante localizado en Gazni es del Sultán Mahmud. Otras tumbas incluyen a poetas y científicos, por ejemplo Al Biruni y Sanai.
Las únicas ruinas de la antigua Gazni que conservan una apariencia de forma arquitectónica son estas dos torres, midiendo 43 ms (140 ps) de alto y de 365 ms (1200 ps) aparte. De acuerdo con las inscripciones, las torres fueron construidas por Mahmud de Gazni y su hijo.
En 1960, una Buda femenina de 15 metros fue descubierta unida a espaldas y rodeado por pilares vacíos que una vez ayudaron en filas los pequeños Budas masculinos. Partes de la Buda femenina fueron robados. En 1980 un cobertizo de ladrillo de lodo fue creado para proteger la escultura, pero los soportes de madera fueron sustituidos por leña y el cobertizo colapsó parcialmente.
Durante la primera guerra anglo-afgana, la ciudad capital de Gazni fue asaltada y tomada por las fuerzas británicas el 23 de julio de 1839 en la batalla de Gazni. La Guerra Civil Afgana y el continuo conflicto entre los Talibánes y la Alianza del Norte durante la década de los 90 puso a las reliquias de Gazni en peligro. Los talibanes se desplazaron a Fazl Uddin a cargo de proteger los artefactos.
La posición estratégica de Gazni, tanto económicamente y militarmente, asegura su renacimiento, aunque sin su forma grandiosa resplandeciente. A través de los siglos la ciudad figura prominentemente como la importante llave de posesión de Kabul.
Algunos sijs e hindúes todavía viven en la provincia de Gazni. Durante el régimen Talibán algunos huyeron del país, pero con la actual administración han retornado a la ciudad de Gazni.
Después de la invasión de los Estados Unidos a Afganistán en octubre del 2001, se estableció una base con el Equipo de Reconstrucción Provincial y fuerzas de la OTAN. Estas fuerzas occidentales han ido a la caza de militantes talibán y de Al-Qaeda, quienes han sido activos en el área causando muertes a empleados del gobierno afgano y a civiles en la población local de la provincia.

## Geografía
Su territorio ocupa una superficie de 23.200 km², un área similar a la de la Comunidad Valenciana o Nueva Jersey.

## Política y situación de seguridad
Como muchas de las provincias sureñas afganas, Gazni ha tenido una situación de seguridad precaria causada por insurgentes talibán, quienes han reportado el control total de las áreas rurales afuera de la capital, y se han envuelto fuertemente en ataques a escuelas provinciales e infraestructuras gubernamentales. La provincia ha evitado absolutamente la guerra en otras áreas de Afganistán como la provincia de Hilmand y la provincia de Qandahar, pero es más que una conveniencia política y los planes tácticos de la OTAN y la fuerza FSAI hacen que existen una situación de seguridad estable en la provincia. El exgobernador Taj Mohammad fue muerto por militantes en el 2006 después de ser designado jefe de policía de la provincia con un mandato de sofocar el poder Talibán. En el mismo día hubo un atentado fallido en la vida del gobernador en ese tiempo, Sher Alam Ibrahimi. Aquí se encuentra el Equipo de Reconstrucción Provincial Americano, con base en la ciudad de Gazni.
Más tarde en abril del 2007, agencias de noticias han reportado que los soldados talibán se han tomado el control del distrito de Giro en la provincia. Los talibanes han reportado la muerte del administrador del distrito, el jefe de policía (quién ha estado trabajando solamente un mes) y tres oficiales de policía. Los talibanes se apartaron en el centro del distrito un día más tarde.

## Desastres naturales
En años recientes, Gazni ha estado rodeado de sequías, nevadas e inundaciones durante el tiempo. Durante los periodos de sequía, muchas partes de la provincia, especialmente la ciudad de Gazni, han forzado a los edificios de los terrenos aluviales de los ríos de la provincia. Las inundaciones causadas por fuertes lluvias y nieve en años recientes han tomado con fuerza las propiedades de los dueños en las nuevas áreas construidas.

## Gobierno
El actual gobernador de la provincia es Miraj Pathan.

## Distritos
Los distritos de la provincia de Gazni son:
- Ab Band
- Ajristan
- Bahrami Shahid
- Dih Yak
- Gelan
- Ghazni
- Giro
- Jaghatu
- Jaghuri
- Malistan
- Miri
- Muqur
- Nawa
- Nawur
- Qarabagh
- Zana Khan